# Nyctiprogne vielliardi
El añapero de Bahía (Nyctiprogne vielliardi) es una especie de ave caprimulgiforme de la familia de Caprimulgidae. Es endémico de Brasil. Su hábitat natural es la sabana seca. 